# Toolik (rivière)
La rivière Toolik est un cours d'eau d'Alaska, aux États-Unis située dans l'Alaska North Slope. C'est un affluent de la rivière Kuparuk.
Longue de 120 milles (193 km), elle coule vers le nord, et se jette dans la rivière Kuparuk, à 35 milles (56 km) au sud-ouest de la baie Gwydyr, dans la plaine arctique.

## Sources
- (en) « Toolik (rivière) », Geographic Names Information System